# Universe (Modern Talking)
Universe är Modern Talkings tolfte album och gruppens sjätte efter återföreningen 1998. Alla sånger är skrivna av Dieter Bohlen.

## Låtar
1. TV Makes the Superstar 3:44
2. I'm No Rockefeller 3:40
3. Mystery 3:32
4. Everybody Needs Somebody 4:08
5. Heart of an Angel 4:09
6. Who Will Be There 3:47
7. Knocking on My Door 3:36
8. Should I, Would I, Could I 3:45
9. Blackbird 3:17
10. Life Is Too Short 3:32
11. Nothing But the Truth 3:20
12. Superstar 3:41